# Marcoing
Marcoing é uma comuna francesa na região administrativa de Altos da França, no departamento do Norte. Estende-se por uma área de 15.11 km². Em 2010 a comuna tinha 1 919 habitantes (densidade: 127 hab./km²).